# Berresa palpalis
Berresa palpalis là một loài bướm đêm trong họ Noctuidae.